# ロックンロール・サーカス'89 浅香唯スパークリング・ライブ
『ロックンロール・サーカス'89 浅香唯スパークリング・ライブ』は浅香唯の初のライブ・ビデオ。1989年12月16日にマイカルハミングバードからリリースされた。

## 解説
- 1989年10月25、26日に東京厚生年金会館で行われた『YUI ASAKA SUMMER TOUR '89 ROCK'N ROLL CIRCUS』の最終公演を収録。
- 「虹のDreamer」ではギターに初挑戦している。
- このツアーの大阪公演の模様が、CD-BOX『浅香唯大全集 THE COMPLETE BOX』の特典ディスクとしてCD化されており、このビデオとは収録曲が若干とMC内容が完全に異なっている。
- 2010年、デビュー25周年記念の一環として初DVD化された。

### "YUI ASAKA SUMMER TOUR '89 ROCK'N ROLL CIRCUS" について
- 人気絶頂期に開催されたこのコンサートツアーは、浅香のツアーの中で、最も公演数の多いツアーとなった（24ヶ所50公演）。
- ツアー初日、7月29日の東京厚生年金会館では、風邪で発熱しており、ついには公演中に倒れてしまい、6曲を歌ったところで中止となった。なお、翌日の同会場での公演は行われたが、中盤の「シンディ・ローパー・メドレー」はカットされた。初日の代替公演が、10月25日に振り替えられ、翌26日の追加公演が最終公演となった。
- アルバム発売と重ならなかった為、セットリストはシングルが中心となった。なお、この時点での最新アルバム『MELODY FAIR』からは、「BANDIT」と「トライアル」が歌われている。

## 収録曲
1. Introduction
2. コンプレックスBANZAI!!
3. Melody
4. Believe Again
5. NIGHT DANCER
6. セシル
7. NEVERLAND 〜YAWARA!メインテーマ〜
8. TRUE LOVE
9. DREAM POWER
10. 虹のDreamer
11. C-Girl
12. 恋のロックンロール・サーカス